# Прозрачность бизнеса
Прозрачность бизнеса (транспарентность) — это среда, в которой компания предоставляет всем заинтересованным сторонам необходимую им для принятия рациональных решений информацию в открытой, полной, своевременной и понятной форме.
В более широком понимании транспарентность означает наличие эффективных коммуникаций и взаимодействия между руководством компании, с одной стороны, и акционерами, кредиторами, средствами массовой информации, другими рыночными агентами и даже обществом в целом — с другой.
Термин «прозрачность бизнеса» близок к понятию «открытость» (англ. Disclosure). Прозрачность бизнеса шире открытости, поскольку предполагает не только раскрытие информации, но и её полноту, достоверность и понятность для пользователей. То есть открытость базируется на количестве информации, предоставляемой банком, а транспарентность — на её качественных характеристиках, таких как понятность, уместность, достоверность, сопоставимость, существенность.
Проблема прозрачности (транспарентности) бизнеса практически разрабатывается с 70-х лет 20 века в контексте развития теории и практики корпоративного управления. Основоположником концепции транспарентности считают Роберта Лукаса, который 1976 в своей работе «Экономическая оценка политики: критика» рассмотрел взаимосвязь экономических решений и ожиданий рыночных агентов.
Прозрачность в современных условиях определяется как одна из теоретических условий эффективности свободного рынка, в частности рынка ценных бумаг. В современной экономике прозрачность выступает ведущим элементом стратегии компании с её связей с заинтересованными сторонами.